# William McMaster Murdoch
William McMaster Murdoch (28. února 1873 Dalbeattie – 15. dubna 1912 severní Atlantský oceán) byl skotský námořník, který zahynul při potopení lodi RMS Titanic, na které sloužil jako první důstojník.
Narodil se v jižním Skotsku, v oblasti Dumfries a Galloway, v rodině námořníků. Začínal na plachetních lodích a poté odešel na parníky rejdařství White Star Line plující mezi Evropou a Austrálií. Roku 1904 ho rejdařství převedlo na svou atlantskou linku, kde sloužil na lodích Arabic, Adriatic, Oceanic a Olympic. Po službě na Olympicu přestoupil na Titanic jako vrchní důstojník. Následné změny, jež měly trvat jen po dobu první plavby, z něj učinily prvního důstojníka. 
V neděli 14. dubna 1912 přibližně v 19 hodin přišel Murdoch do služby na můstek. Byl si vědom toho, že se loď blíží k ledovému poli. Byl na můstku nejvýše postaveným důstojníkem a tím i klíčovou postavou při srážce Titanicu s ledovcem. Ihned po obdržení zprávy od hlídky, že se před parníkem nachází ledovec, dal rozkaz do strojovny "STOP" a kormidelníkovi pokyn "Docela vpravo“, což v lodní terminologii roku 1912 znamená záď doprava, příď doleva. Následně Murdoch vydal povel strojovně „Plný zpětný chod“ a ke kormidlu „Docela vlevo“. Bohužel, Titanic byl příliš velký a tak nedokázal dostatečně rychle reagovat a pravou částí se otřel o ledovec, čímž vznikly rozsáhlé škody, jejichž výsledkem bylo neodvratitelné potopení lodi. Murdoch následně řídil nástup pasažérů do člunů na pravé straně lodi. Dle výpovědi druhého důstojníka Lightollera se v posledních chvílích Titanicu přes loď převalila vlna a kromě mnoha dalších smetla do moře i prvního důstojníka Murdocha. Podle jiných svědků při řízení nástupu pasažérů do člunů zastřelil minimálně 2 muže, kteří se pokusili nastoupit do člunu a porušit tak rozkaz „pouze ženy a děti“, načež se sám zastřelil.

## Ztvárnění ve filmu
Ve filmu Titanic z roku 1997 postavu Williama Murdocha ztvárnil herec Ewan Stewart. Murdoch ve filmu spáchá sebevraždu. Při panice a pohybu davu snažícího se dostat do záchranných člunů totiž zastřelí zcela nevinného mladíka. Toto zpodobnění se zakládá na výpovědích několika pasažérů, kteří podobnou scénu popsali .